# Paz Bascuñán
María Paz Bascuñán Aylwin (phát âm tiếng Tây Ban Nha: [ˈpas βaskuˈɲan], sinh ngày 2 tháng 6 năm 1975), được biết đến với tên Paz Bascuñán, là diễn viên sân khấu, điện ảnh và truyền hình Chile. Bà là con gái của một chính trị gia và cháu gái của cựu tổng thống Chile Patricio Aylwin.

## Tiểu sử
Bà học diễn xuất tại Universidad Católica de Chile (Đại học Công giáo Chile). Bộ phim đầu tay của bà là Cerro Alegre được chiếu trên Canal 13 (1999). Năm 2001, bà xuất hiện trong phim thể loại opera xà phòng: Piel Canela (2001) trên canal 13 (nhân vật chính: Benjamin Vicuña.)
Năm 2003, bà tham gia diễn phim: Puertas Adentro (2004), Los Pincheira (2004), Los Capo (2005), Cómplices (2006), Corazón de María (2007), Viuda Alegre (2008) trên đài TVN
Trong diễn kịch, bà nổi tiếng với tác phẩm Esa relación tan delicada (2002–2005) viết bởi nhà văn Pháp Loleh Bellón.
Đối với các bộ phim chiếu rạp, bà tham gia diễn phim Pretendiendo (2006), đạo diễn Claudio Dabed; Santos (2007) đạo diễn Nicolás López; Normal con Alas (2007) đạo diễn Coca Gómez.

## Danh sách phim đã đóng

### Các phim thể loạiopera xà phòng
- Năm 1999 – Cerro Alegre (Canal 13) - Heidi Astudillo
- Năm 2001 – Piel Canela (Canal 13) - Marcela Moreno
- Năm 2003 – Puertas Adentro (TVN) - Javiera Martínez
- Năm 2004 – Los Pincheira (TVN) - Trinidad Molina
- Năm 2005 – Los Capo (TVN) - Millarhaü
- Năm 2006 – Cómplices (TVN) - Francisca Durán
- Năm 2007 – Corazón de María (TVN) - Yasna Ceballos
- Năm 2008 – Viuda Alegre (TVN)- Sofia Valdevenito
- Năm 2009 - Los exitosos Pells (TVN) - Daniela Caminero
- Năm 2010 - Martín Rivas (TVN) - Mercedes Rivas
- Năm 2012/2014 - Soltera Otra Vez (Canal 13) - Cristina Moreno
- Năm 2016/2017 - Preciosas (Canal 13) - Frida

## Phim chiếu rạp
- Năm 2006 – Pretendiendo - Fernanda
- Năm 2007 – Santos - Presentadora telediario
- Năm 2007 – Normal con Alas - Pascuala Cortazar
- Năm 2010 – Que pena tu vida - Mariana Vargas
- Năm 2016 – Sin Filtro - Pía Vargas
- Năm 2018 – No estoy loca (película) - Carolina

### Series
- Năm 2004 – Loco Por Ti (TVN)
- Năm 2004 – La Vida es una Lotería (TVN) - Mechita
- Năm 2009 - Una pareja dispareja (TVN) - Cassandra